# Presidente municipal de Celaya
El Presidente Municipal de Celaya es el titular del poder ejecutivo de dicho municipio y cabeza del Ayuntamiento, por lo cual también recibe la denominación de "Primer Edil".
Es elegido mediante voto directo y universal. Una vez electo, entra en funciones el 10 de octubre del año de la elección. Su cargo dura un periodo de tres años, con posibilidad de una reelección inmediata; siempre y cuando sea representando al mismo partido o coalición que lo postuló originalmente. En caso de muerte, destitución o renuncia, asume de manera inmediata y provisional el cargo el primer Sindico, después, con las reservas que contempla la ley orgánica municipal, corresponde al Ayuntamiento nombrar un sustituto o interino.
El cargo existe desde su inclusión en la Constitución federal de 1917 y la estatal de ese mismo año, siendo su primer titular Juan Vázquez desde el 5 de junio de aquel año.
La vigente Constitución estatal prevé dicho cargo en su título octavo, capítulo segundo, sección segunda y es abordado por seis artículos. En ellos se especifican las obligaciones, facultades, requisitos y restricciones al cargo; especificaciones que van desde el mando de la fuerza pública; la titularidad de las políticas hacendarías, de desarrollo urbano y comunitario, y de seguridad pública; la promulgación y ejecución de los ordenamientos, bandos y reglamentos emitidos por el Ayuntamiento; proponer nombramientos a cargos que requieren aprobación del Ayuntamiento; y diversas prerrogativas concedidas en otros artículos de la misma carta magna, las ley orgánica municipal y los reglamentos locales.
El Presidente Municipal es la cabeza de la Administración Pública Municipal y es auxiliado por un gabinete compuesto por varias dependencias municipales, organismos descentralizados y direcciones generales, los cuales tienen a su cargo diversas carteras de interés público, además de distintos asesores adscritos a la oficina del alcalde.

## Historia

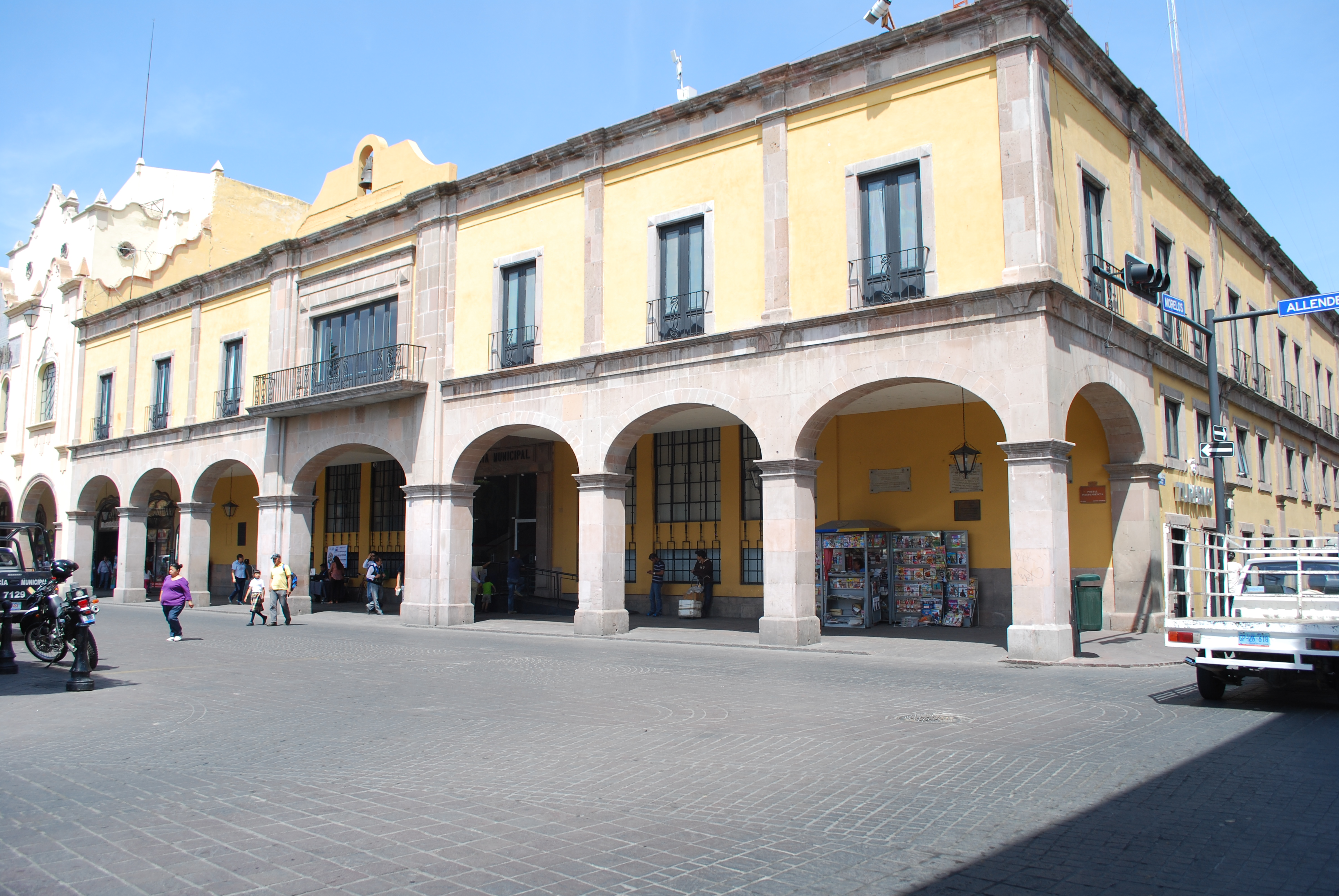
Palacio Municipal de Celaya

### Virreinato
En las primeras décadas del Virreinato de la Nueva España la fundación de Ayuntamientos constituyó la base de la organización territorial de las nuevas tierras exploradas (y en consecuencia conquistadas). La figura de estos otorgaba plenos poderes a los fundadores para la administración pública y económica del lugar. En el caso de Celaya, luego de la solicitud de un grupo de ganaderos vascos para la fundación de una villa, se nombró como Alcalde Mayor (aunque de carácter transitorio) a Pedro de Villegaz; siendo este el responsable de organizar al grupo de familias que, una vez aprobada la solicitud de fundación, serían quienes elegirían al primer ayuntamiento. Este quedó establecido el 1 de enero de 1571 con Domingo Silva y Juan Freyre como primeros alcaldes electos de la historia.
El primer ayuntamiento, tal como lo establecían las normas desde la época de Hernán Cortés, lo integraron los dos alcaldes, cuatro regidores, un procurador y un escribano; los alcaldes tendrían jurisdicción criminal y civil. Esto cambió a partir de 1573 con el edicto real de Felipe II, en el que se determinó, para las villas (como lo era Celaya), la nueva integración con un solo alcalde, cuatro regidores, un alguacil, un escribano del concejo y otro público, y un mayordomo. A pesar de poseer amplias facultades autónomas para los asuntos más locales, los ayuntamientos tenían supeditadas sus decisiones políticas a la de autoridades de ciudades más grandes, desde luego del virrey y en consecuencia de la Corona. Las reformas de Carlos III dotaron al recién creado cargo de Intendente de toda la autoridad sobre ayuntamientos; con ello se redujo a solo un alcalde, dos regidores y un procurador; se perdió toda autonomía hacendaría y se reconocía al intendente como máxima autoridad del propio cabildo.
La constitución de Cádiz de 1812 que rigió en plena Guerra de Independencia, estableció como novedades la denominación de sindico para el procurador, la elección democrática de los miembros del ayuntamiento, el periodo limitado de un año para el alcalde, la exigibilidad de ser originario o residencia de al menos cinco años para quien aspirara al cargo de alcalde. Sin embargo se sostuvo a los Jefes políticos (sucesores de los intendentes) como instancia máxima de decisión en asuntos de la administración.

### México independiente
Los sucesivos regímenes constitucionales del México independiente no modificaron sustancialmente la conformación y responsabilidades de los ayuntamientos; pero si su grado de autonomía. El estatuto provisional del Imperio conservó la organización dictada por la constitución de Cádiz; la constitución de 1824 dotó de autonomía a los estados para decidir su división interna, por lo que no menciona la figura de ayuntamiento (aunque en Guanajuato y la mayor parte del país se conservó); las constituciones de las repúblicas centralistas y el estatuto del Segundo Imperio crearon figuras políticas intermedias (entre alcaldes y Jefes de Departamento) que restaron poder e influencia al ayuntamiento, pues depositaban en ellos la última decisión de cualquier acto, entre las figuras creadas estuvieron los prefectos, jefes políticos de distrito e incluso los diputados correspondientes a cada demarcación. La constitución de 1857 recuperó la figura de alcalde, hasta que en 1881 las reformas porfiristas la desaparecieron, sustituyéndola por el Jefe Político, quien tenía facultad para integrar juntas municipales (sustitutas a la vez, de los ayuntamientos).

#### Desde 1917
La Constitución de 1917 estableció en su artículo 115 la denominación oficial de municipio libre para las unidades geográficas en que se dividirían los estados, por lo cual la figura de jefe político fue remplazada por la de presidente municipal. Dicho artículo es el que describe las facultades y responsabilidades de los municipios, confiriéndole especialmente la administración de los servicios públicos más básicos (seguridad pública, agua potable, drenaje, alumbrado, panteones, mercados, parques, obra pública menor, servicios de limpia, uso de suelo, desarrollo urbano y/o comunitario, transporte público, etc.), la acción legislativa de los ayuntamientos para ese fin, el cobro de impuestos a dichos servicios y cualquier otra facultad que le otorgue la constitución estatal, la ley orgánica del municipio y el bando de buen gobierno local. En tanto que los artículos del 106 al 121 de la Constitución del Estado de Guanajuato, respaldan y especifican dichas prerrogativas.

## Requisitos para llegar al cargo
Según el artículo 110 de la Constitución del estado, para ser Presidente Municipal se requiere:
- I. Ser ciudadano guanajuatense en ejercicio de sus derechos;
- II. Tener, por lo menos, veintiún años cumplidos al día de la elección; y
- III. Tener cuando menos dos años de residir en el municipio en donde deba desempeñar el cargo, al tiempo de la elección.

Los guanajuatenses que migren al extranjero tendrán derecho a que se les reconozca la residencia binacional, cuando así lo acrediten en los términos de la ley de la materia, pero en todo caso, para poder ser electos, deberán incorporarse al municipio por lo menos ciento ochenta días previos al de la elección.

## Facultades y obligaciones
Los poderes del Presidente Municipal de Celaya están establecidos, limitados y enumerados por el artículo 18 del Reglamento administrativo local:

- I. Auxiliarse de las Dependencias y Entidades para el desempeño de sus funciones;
- II. Coordinar, vigilar y supervisar a las Dependencias y Entidades para verificar su correcto funcionamiento;
- III. Nombrar y remover a los empleados municipales, de acuerdo a lo establecido en la Ley Orgánica Municipal y en la Ley del Trabajo de los Servidores Públicos al Servicio del Estado y de los Municipios;
- IV. Solicitar la información que requiera a las Dependencias y Unidades Administrativas;
- V. Informar al Ayuntamiento del cumplimiento de los Acuerdos que le sean encomendados;
- VI. Ser el conducto para presentar al Congreso del Estado las iniciativas de Ley que beneficien los intereses del Municipio y que hayan sido aprobadas por el Ayuntamiento;
- VII. Dictar la implementación de mejoras en la prestación de los servicios públicos;
- VIII. Calificar e imponer sanciones por infracciones a los Reglamentos y disposiciones municipales, pudiendo delegar esta facultad;
- IX. Solicitar cuando se requiera, por conducto del Ejecutivo del Estado, el auxilio de las Fuerzas de Seguridad Pública para hacer cumplir sus resoluciones, informando de inmediato el cumplimiento de estas al Ayuntamiento;
- X. Solicitar al Ejecutivo Federal o Estatal el auxilio de las fuerzas de seguridad pública en casos de alteraciones graves del orden público;
- XI. Suscribir con el Gobierno Federal y Estatal, los convenios, contratos y demás actos jurídicos que sean necesarios para recibir los recursos que éstos le asignen al Municipio en los términos que señala la Ley Orgánica Municipal;
- XII. Solicitar cuando sea necesario al Ejecutivo del Estado, que emita las declaratorias de zona de desastre, que refiere la Ley de Protección Civil del Estado de Guanajuato;
- XIII. Emitir las declaratorias de emergencia, en términos del Reglamento Municipal de Protección Civil para el Municipio de Celaya, Gto.;
- XIV. Ordenar cuando así proceda, la intervención del servicio público de transporte municipal en términos de la Ley de Movilidad del Estado de Guanajuato y sus Municipios e informar al Ayuntamiento de ello en la sesión siguiente, y;
- XV. Las demás que señale la normatividad aplicable.

A ello se añaden de manera implícita, las que de forma general se otorgan a los Ayuntamientos en la dirección de las políticas públicas locales, reconociendo en el presidente municipal a la cabeza de dicho órgano y por ello responsable de su ejecución. Todo lo anterior de conformidad al artículo 115 de la constitución federal y las disposiciones de la constitución estatal y la ley orgánica municipal.